# HD159254
HD159254 — хімічно пекулярна зоря спектрального класу F5, що має видиму зоряну величину в смузі V приблизно  8,2.
Вона  розташована на відстані близько 2064,3 світлових років від Сонця.